# École militaire (Colmar)

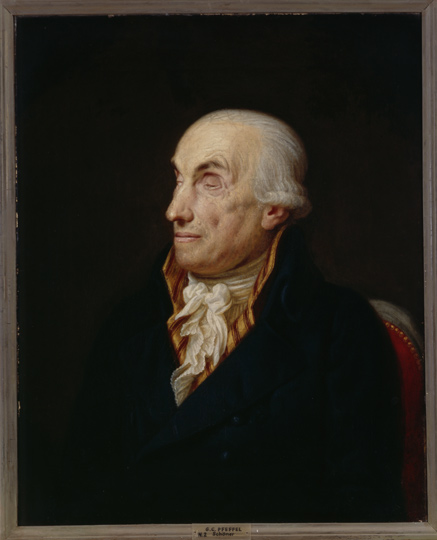
Gottlieb Konrad Pfeffel (1736–1809)

Die École militaire de Colmar (deutsch ‚Militärschule in Colmar‘) im Elsass war eine von 1773 bis 1792 bestehende Kriegsschule, in der nach den Idealen der Menschenfreundschaft (Philanthropie) unterrichtet wurde. Die Geschichte dieser Schule ist eng verknüpft mit dem pädagogischen Wirken des Schriftstellers, Militärwissenschaftlers und Reformpädagogen Gottlieb Konrad Pfeffel (1736–1809).
Das ehemalige Schulgebäude, das heutige Maison Pfeffel in der Rue Chauffour in Colmar, wird vom französischen Kulturministerium als monument historique (‚historisches Monument‘) geführt.

## Geschichte
Im Jahr 1773 gründete Gottlieb Konrad Pfeffel in seiner Geburtsstadt Colmar die Schule zur Ausbildung von meist adeligen Knaben aus protestantischen Familien. Die Einrichtung erfolgte mit Erlaubnis des französischen Königs Ludwig XV. (1710–1774). Andere Militärschulen im Frankreich jener Zeit nahmen ausschließlich Katholiken auf.
Obwohl als militärische Ausbildungsstätte konzipiert, ab 1782 sogar mit dem Titel Académie militaire (deutsch: ‚Militärakademie‘), orientierte sich Pfeffel an den Grundsätzen der Aufklärung und des Philanthropismus, mit den Erziehungsmaximen Philanthropie und Vernunft. Angeregt durch die Arbeit des Pädagogen Johann Bernhard Basedow (1724–1790) an dessen ein Jahr später gegründeten Schule in Dessau, dem Philanthropinum, richtete Pfeffel seine Schule nach dem Dessauer Vorbild aus. Gelegentlich wurde die Militärakademie auch als „Philanthropin“ bezeichnet.
Pfeffels Ziel bestand nicht vorrangig in der Ausbildung von Offizieren, sondern in der Erziehung der Schüler zu moralisch gebildeten Bürgern. Militärische Lehrinhalte reduzierte er daher auf Formalien wie Ordnung und Disziplin sowie das Tragen von Uniform und Waffen. An seinen Unterstützer, den Seidenbandfabrikanten Jakob Sarasin (1742–1802), schrieb Pfeffel:

„Unser Institut ist weder eine Gelehrten-, Soldaten-, noch Kaufmannsschule, sondern ein Pflanzgarten für alle nicht gemeine Stände.“

Dennoch gingen aus Pfeffels Institut zahlreiche bedeutende Militärpersonen des ausgehenden 18. und frühen 19. Jahrhunderts hervor.
Die Schließung der Schule erfolgte im Jahr 1792 infolge der Auswirkungen der Französischen Revolution, mit der Pfeffel anfänglich sympathisierte. Pfeffel wurde trotz seiner republikanischen Gesinnung von den Jakobinern Colmars bedroht und musste die Schule schließen, als er die Sicherheit der vorwiegend adeligen Schüler nicht mehr garantieren konnte.

## Bekannte Lehrer
- Johann Friedrich Butenschoen (1764–1842), deutscher Pädagoge, Journalist und einer der Väter der pfälzischen Kirchenunion
- Franz Christian Lerse (1749–1800), deutscher Psychologe, Philosoph, Pädagoge und Schriftsteller
- Johann Friedrich Lucé (1751–1807), deutscher Theologe, später Präsident und Pastor der Evangelischen Konsistorialkirche in Soultzbach-les-Bains
- Michael Friedrich Wild (1747–1832), deutscher Geodät und Naturforscher

## Bekannte Schüler
- Rudolf Emanuel Effinger (1771–1847), Schweizer Politiker, Offizier und Agronom
- Philipp Emanuel von Fellenberg (1771–1844), Schweizer Pädagoge und Agronom
- Hans Christoph Ernst von Gagern (1766–1852), deutscher Staatsmann und politischer Schriftsteller
- Ludwig Friedrich von Gemmingen (1765–1816), französischer Rittmeister
- Carl von Isenburg-Birstein (1766–1820), Fürst zu Isenburg und Büdingen
- Carl Friedrich Pfeffel (1775–1858), Frankfurter Handelsmann, Bankier und Abgeordneter
- Carl Gotthard von Liphart (1778–1853), livländischer Landmarschall und Garderittmeister
- Carl Friedrich Rudolf May (1768–1846), Schweizer Politiker
- Johann Heinrich Rothpletz (1766–1833), Schweizer Politiker
- Friedrich Wilhelm zu Solms-Braunfels (1770–1814), preußischer Generalmajor
- Karl Friedrich Zimmermann (1765–1823), Schweizer Politiker